# Francisco Cortéz
Francisco Javier „Paco” Cortéz Rodríguez (ur. 20 lipca 1985 w Ciudad Victoria) – meksykański piłkarz występujący na pozycji pomocnika, trener piłkarski.